# 하동 쌍계사 괘불도
하동 쌍계사 괘불도(河東 雙磎寺 掛佛圖)는 경상남도 하동군 화개면 쌍계사에 있는 조선시대의 불화이다. 2010년 12월 21일 대한민국의 보물 제1695호로 지정되었다.

## 개요
쌍계사 괘불도는 머리에 화려한 보관을 쓰고, 몸에는 화려한 영락장식을 착용한 보살형 여래만을 표현한 형식의 괘불도이다. 원형의 두광을 갖춘 여래는 두 손으로 연꽃을 받쳐 들고, 연화좌를 밟고 정면을 향해 서 있다. 손에 연꽃을 든 도상은 영산회상에서 석가불이 연꽃을 들어 보였던 염화시중의 일화를 표현한 것이다. 염화시중은 경전에는 등장하지 않으나 법화경 변상도에 석가모니불의 도상으로도 등장하며, 후불도보다 괘불에서 유행하였다.
연꽃을 든 입상의 보살형 여래를 표현한 괘불의 가장 이른 예는 1684년 율곡사 괘불탱(보물 제1316호)이 있다. 율곡사 괘불탱은 여래의 보관에 좌상의 5여래 화불이 표현되어 있으나, 쌍계사 괘불도에는 화불이 등장하지 않는다. 쌍계사 괘불도와 유사한 도상의 괘불도는 1766년 법주사 괘불탱(보물 제1259호)과 1767년 통도사 석가여래괘불탱이 있다. 그러나 쌍계사 괘불도는 여래의 보관에 화불이 등장하는 1708년 보경사 괘불탱(보물 제1609호)이나 1725년 청량산 괘불탱(한국불교미술박물관 소장, 보물 제 1210호)과 더욱 흡사하다. 쌍계사 괘불도는 보경사와 청량산 두 괘불도와 화불을 제외한 전체적인 도상은 물론 장신구의 형태, 의습의 주름에 따라 표현된 문양 등 세부 표현에 친연성이 강하다.
쌍계사 괘불도는 조성 당시의 화기는 남아 있지 않고, 1929년 괘불을 중수한 후 기록한 화기만이 남아 있다. 1929년 기록한 화기에 기재된 조성 당시의 내용은 가경4년(1799)이라는 조성년대만이 확인된다. 따라서 쌍계사 괘불도를 조성한 화승이나 표현된 여래의 존명 등을 알 수는 없다. 쌍계사 괘불도는 화면 총길이 1295.6cm, 화면 폭 589cm로 괘불도 중에서도 거대한 크기의 불화이다.
화면의 바탕천은 35～37cm 정도의 삼베 19포를 이어 제작하였다. 현재 쌍계사성보박물관에 보관중이며, 화면의 상태는 화면 꺾임으로 인한 안료의 박락이 있지만 다른 괘불도에 비해 적은 편이며, 오염도도 적어 전체적으로 양호한 편이다.

## 같이 보기
- 쌍계사

## 참고 자료
- 하동 쌍계사 괘불도 - 국가유산청 국가유산포털